# Mu’ye
Mu'ye était le dieu de la pluie des Otomis, à l’époque mésoaméricaine.